# Шимон Конопацький
Шимон Еварист Конопацький гербу Тшаска (пол. Szymon Konopacki; 16 вересня 1790, Воловодівка — 13 травня 1884, Лавринівці) — польський поет-романтик і мемуарист, підкоморій звягельський, президент Ізьби цивільної волинської (1844), маршалок Заславського повіту.

## Життєпис
Шляхтичі Конопацькі віддавна мешкали на Волині, прапрадід Шимона, Ян Конопацький, хорунжий панцерний, староста теребовлянський, був одружений з вдовою князя Стефана Четвертинського 1687 року, мешкав в Луцькому повіті, в селі Голузії, яке перейшло до його сина, Йосипа. Йосип, після смерті першої дружини, Антоніни з Перетятковичів, вдруге одружився з вдовою Рогозінського, Стемпковською, синові від першої дружини виділив фундуш готівкою, з яким той пішов шукати долі на Україну і там, пошлюбивши Людвіку Грабовську, чашничку жидачівську, осів у селі Володівці, взятій в заставу у Вінцентія Потоцького, підкоморія коронного. Там, у родині шляхтича Прокопа Конопацького, 16 вересня 1790 року народився Шимон Конопацький. Ще немовлям перевезений до села Шуляйки між Чудновом і Романовим. Початкову освіту з десяти років здобував у отців піарів в Межирічі Корецькому. Потім вчився в домініканів в Любарі, і знову в Межирічі, зокрема, під керівництвом Северина Куліковського, вчителя польської і латинської літератури, згодом префекта Варшавського ліцею і перекладача Лівія польською мовою. В Межирічі був учасником учнівського літературного товариства. З 1809 року студіював право в Житомирі. 1811, у віці 21 року, обраний підсудком Звягельського земського суду. 1814-го переїхав до Варшави, де його приятель поет Алоїз Фелінський, майбутній директор Кременецького ліцею, виклопотав йому посаду в комісії, створеній на вимогу Росії, Австрії і Прусії після Віденського конгресу для впорядкування торгівлі і навігації у всіх провінціях, що входили до Речі Посполитої до 1772 року. Після розформування комісії Конопацький повернувся на Волинь і був призначений прокуристом освітніх фундацій Кременецького ліцею. В Кременці запізнався з Каролем Качковським, з яким потім багато років підтримував приятельські зв'язки. Через три роки призначений до уряду звягельського підкоморія.
1826 року одружився з підкоморянкою острозькою Клементиною Лазнінською, з якою народив трьох синів і чотирьох дочок.
Мешкав в орендованому в Казимира Будзиньського маєтку Озарівка, в Лавринівцях коло Заслава і в Чечелівці на Поділлі.

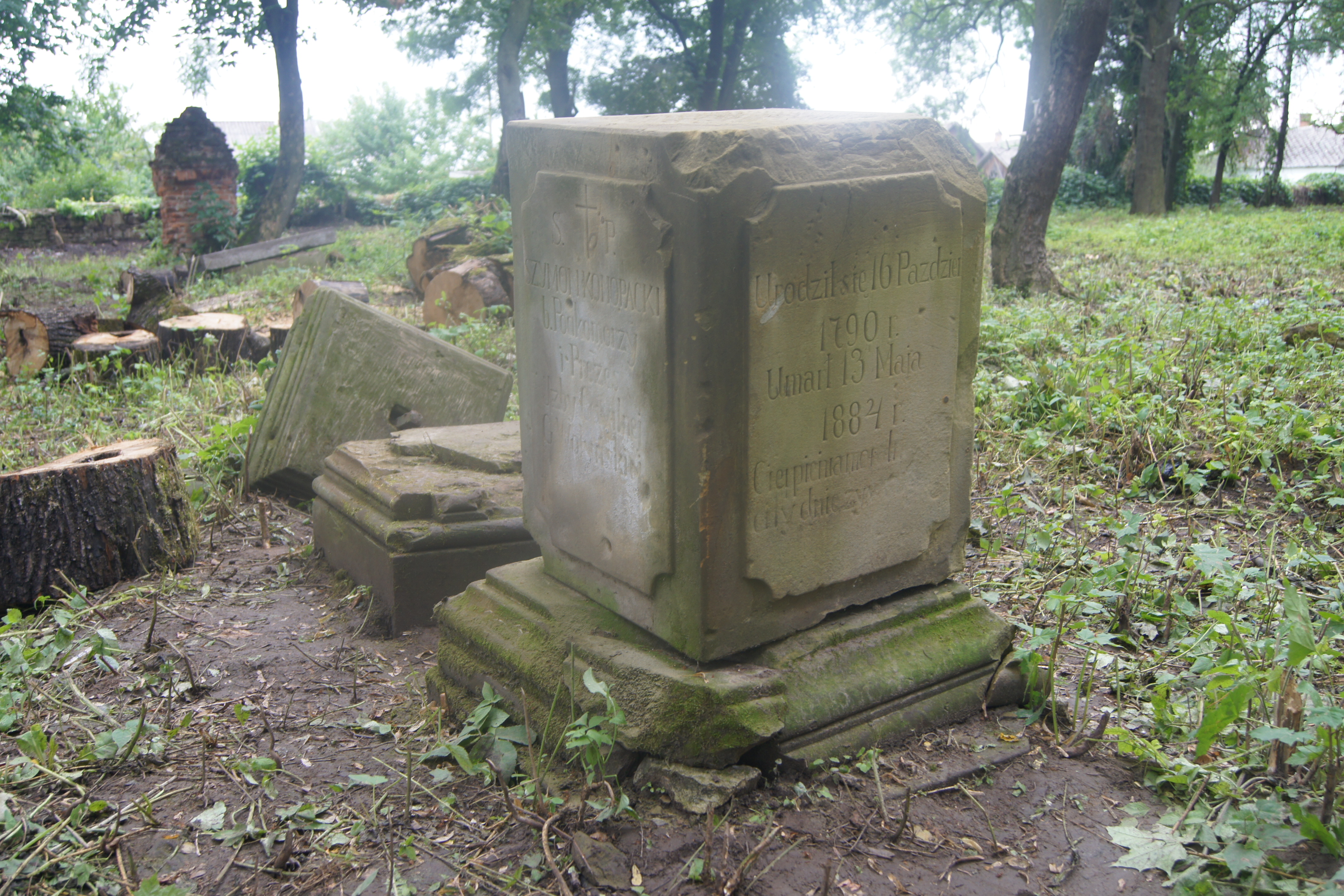
Надмогильний пам'ятник Шимона Конопацького на католицькому цвинтарі в Новому місті, Ізяслав, 2013 рік

Похований в Заславі на Волині.

## Творчість
Автор балад, між іншими «Три хрести під Бриковом» (пол. «Trzy krzyże pod Brykowem»), пісень і популярних ліричних віршів об'єднаних загальною назвою «Поезії». Вірші друкувалися в часописах з 1815 року, окремо видані збіркою 1841. Перекладав твори інших поетів, зокрема Джорджа Байрона. Написав також віршовану повість «Святий Станіслав» (1842), багато статей на археологічні та історичні теми, зокрема в «Енциклопедії…» Орґельбранда (напр. статті про родовід графів Іллінських та історична довідка про містечко Гриців). Найбільшою працею Конопацького є «Хронологія історії Королівства Польського для молодого покоління» (Житомир, 1860, 2 томи з додатком). Високо оцінюються його «Спомини» (1899, 2 томи) і «Моя друга молодість» (спомини з 1816–1826 років), видані 1900, 2 томи. В рукописі залишився його поетичний переклад «Пригод Телемака» французького письменника Франсуа Фенелона.

### Твори
- Pamiętniki Szymona Konopackiego [Архівовано 28 жовтня 2014 у Wayback Machine.] (пол.)
- Pamietniki Szymona Konopackiego (1899), t. 2 (пол.)
- Moja druga młodość: z niewydanych pamiętników Szymona Konopackiego: (1816—1826), t. 1. [Архівовано 28 жовтня 2014 у Wayback Machine.] (пол.)
- Moja druga młodość: z niewydanych pamiętników Szymona Konopackiego: (1816—1826), t. 2 [Архівовано 28 жовтня 2014 у Wayback Machine.] (пол.)
- Chronologja dziejów Królestwa Polskiego dla młodego pokolenia, t. 1 [Архівовано 28 жовтня 2014 у Wayback Machine.] (пол.)
- Chronologja dziejów Królestwa Polskiego dla młodego pokolenia, t. 2 [Архівовано 28 жовтня 2014 у Wayback Machine.] (пол.)

| S: | Твори цього автора перебувають у суспільному надбанні. Ви можете допомогти проєкту, додавши їх у Вікіджерела. |